# クリスティアン・ボルハ
クリスティアン・アレクシス・ボルハ・ゴンサレス（Cristian Alexis Borja González  ,  1993年2月18日 - ）は、コロンビア・バジェ・デル・カウカ県サンティアゴ・デ・カリ出身のプロサッカー選手。クラブ・アメリカに所属している。ポジションはDF。

## 来歴
2015年に国内リーグのコルトゥルアでプロデビュー。2016年シーズンから2シーズンはインデペンディエンテ・サンタフェにローン移籍でプレー。その後2018年1月にリーガMXのデポルティーボ・トルーカFCに移籍。2019年1月まで37試合に出場した。
2019年1月30日、プリメイラ・リーガのスポルティング・クルーベ・デ・ポルトゥガルと5年契約を締結。2018-19シーズンは途中加入ながら11試合に出場し、リーグ3位に貢献した。

## コロンビア代表
2016年のリオデジャネイロオリンピックに、コロンビア代表として出場。2018年9月のベネズエラ戦で、フル代表初出場。2019年6月には、コパ・アメリカ2019の代表に選出。グループリーグのパラグアイ戦で先発出場した。